# 拉索哈河 (波皮蓋河支流)
拉索哈河是俄羅斯的河流，屬於波皮蓋河的左支流，由克拉斯諾亞爾斯克邊疆區負責管轄，河道全長310公里，流域面積13,500平方公里，河水主要來自雨水和融雪，每年九月至翌年六月結冰。